# Microphthalmus hartmanae
Microphthalmus hartmanae är en ringmaskart som beskrevs av Westheide 1977. Microphthalmus hartmanae ingår i släktet Microphthalmus och familjen Hesionidae. Utöver nominatformen finns också underarten M. h. pacificus.